# 思考ルーチン
思考ルーチン（しこうルーチン）は、コンピュータゲームのプログラムの一部。将棋や麻雀などのボードゲームの対戦相手、戦略シミュレーションゲームの他国、コンピュータRPGの敵キャラクターなど、プレイヤーと対戦する側の行動を決定するプログラムである。
一般的には、一手ずつ考えて行動するターン制のゲームに対して主に用いる用語である。対戦型格闘ゲームやシューティングゲームなどリアルタイム性の高いアクションゲームで敵の行動パターンを思考ルーチンと呼ぶことは少ない。しかしアクションゲームにおいても、敵キャラクターの動きはゲームを面白くする重要な要素であるので、思考ルーチンと呼び、その質が問われることがある。
商用のコンピュータゲームの場合には、相手が人間であることから、娯楽性を高めるために、強すぎないこと、人間の思考パターンに似せること、敵キャラクタ間で特徴を持たせることなども必要になる。また、人間の方でも、思考ルーチンのアルゴリズムを読み取って対策を考えることが行われる。
また、コンピュータ同士を戦わせて、思考ルーチン同士の優劣を競争させることも行われている。
ボードゲームの領域では特に人工知能研究の一環として思考ルーチンが研究されている。IBMの開発したチェス専用コンピュータのディープ・ブルーが、チェスチャンピオンのガルリ・カスパロフを破ったことは話題になった。現在チェスでは、対局後の検討にコンピュータの解析を利用するのが一般的になっている。